# Turuncu
Turuncu, musikalbum utgivet av den turkiska sångerskan Sertab Erener 2001.
1. Kumsalda
2. Söz Bitti
3. Hani Kimi Zaman
4. Güle Güle Şekerim
5. Mi Acaba
6. Bahçede
7. Başa Döneceksin
8. Seni Sevmeye Hüküm Giydim
9. Oysa
10. Yaklaş
11. Yağmurdan Sonra Gelen Toprağın Kokusu
12. Aşkolsun